# عثمان بلفاع
عثمان بلفاع (من مواليد 18 أكتوبر 1961) هو رياضي جزائري متقاعد شارك في الوثب العالي . ولد في ليل ، فرنسا . أفضل شخصية له هي 2.28 متر (كان رقما قياسيا وطنيا في ذلك الوقت) تحقق في عمان في عام 1983. وحصل على المركز الثالث في بطولة العالم الدولية لألعاب القوى في باريس عام 1985 مع قفزة قدرها 2.27 متر. أنهى أيضا السادس في كأس العالم عام 1992 في ألعاب القوى في هافانا .

## المسابقات الدولية
| العام        | المسابقة             | المكان       | المركز       | حدث          | ملاحظة       |
| ممثل الجزائر | ممثل الجزائر         | ممثل الجزائر | ممثل الجزائر | ممثل الجزائر | ممثل الجزائر |
| ------------ | -------------------- | ------------ | ------------ | ------------ | ------------ |
| 1979         | بطل إفريقيا          | داكار        | الذهبية      | القفز العالي | 2.15 م       |
| 1987         | كل الألعاب الإفريقية | نيروبي       | الذهبية      | القفز العالي | 2.19 م       |

- 1992 دورة الألعاب العربية - الميدالية الذهبية
- بطولة أفريقيا 1992 - الميدالية الذهبية
- ألعاب عموم إفريقيا 1991 - الميدالية الذهبية
- 1991 ألعاب البحر الأبيض المتوسط - الميدالية الذهبية
- البطولات الافريقية 1990 - الميدالية الذهبية
- 1990 البطولة المغاربية لألعاب القوى - الميدالية الذهبية
- 1989 بطولة أفريقيا - الميدالية الذهبية
- 1989 بطولة العرب لألعاب القوى - الميدالية الذهبية
- ألعاب البحر الأبيض المتوسط 1987 - الميدالية البرونزية
- 1987 البطولات العربية لألعاب القوى - الميدالية الذهبية
- 1985 بطولة العالم الدولية لألعاب القوى - الميدالية البرونزية
- 1983 ألعاب البحر الأبيض المتوسط - الميدالية الذهبية
- 1983 بطولة العرب لألعاب القوى - الميدالية الذهبية
- 1983 البطولة المغاربية لألعاب القوى - الميدالية الذهبية
- نبذة عن عثمان بلفاع  على موقع الاتحاد الدولي لألعاب القوى